# Nekrolog 1361
Nekrolog
◄◄
| ◄
| 1357
| 1358
| 1359
| 1360
| 1361 | 1362 | 1363 | 1364 | 1365 | ► | ►►
Weitere Ereignisse | Allgemeiner Nekrolog 1361
Die Beschreibung der verstorbenen Person sollte so kurz wie möglich gehalten sein und nur deren signifikante Tätigkeit(en) enthalten.
Neue Namen ggf. auch unter dem Geburts- und Sterbedatum, also etwa unter 1. Januar und im Geburts- und Sterbejahr (2024) eintragen (nur bei entsprechender großer Wichtigkeit). Für Beispiele siehe die schon vorhandenen Artikel.
Außerdem über die fünf zuletzt Verstorbenen, zu denen es einen ausreichend guten Artikel für eine Präsentation auf der Hauptseite gibt, nach der todesbedingten Überarbeitung der Artikel ggf. auch unter Wikipedia Diskussion:Hauptseite informieren und sie am besten auch in den anderen Wikipedia-Sprachversionen eintragen. Tipp: Regelmäßig bei news.google.de nach „ist tot“, „gestorben“ oder „verstorben“ suchen.
Wenn eine Person gestorben ist, gibt es viele Seiten zu dieser Person in der Wikipedia, die davon auch betroffen sind und entsprechend aktualisiert werden müssen. Beispiele: Namenübersichtsseite, Geburtsjahr, Geburtsort-Seiten und viele mehr.
Wie finde ich die betroffenen Seiten?
Im Suchfeld auf der linken Seite gibt man den Suchbegriff so ein: „Vorname Nachname“. Dann klickt man auf Volltext und alle Seiten mit entsprechendem Suchtext werden aufgerufen. Hier sieht man dann schnell, wo auch das Todesjahr Sinn macht oder sogar ein Teil des Artikels angepasst werden muss. Auch hilft das „Werkzeug“ auf der linken Seite sehr gut, um solche Seiten aufzufinden: „Links auf diese Seite“. Somit ist die Wikipedia wieder aktuell in allen Bereichen! Hinweis: bei Eintragung der Kategorie „Gestorben JAHR“ wird der Missbrauchsfilter 49 ausgelöst, was jedoch nicht schlimm ist. Siehe: Spezial:Missbrauchsfilter/49
Dies ist eine Liste von im Jahr 1361 verstorbenen bekannten Persönlichkeiten. Die Einträge erfolgen innerhalb der einzelnen Daten alphabetisch sortiert. Tiere sind im Nekrolog für Tiere zu finden.

## Januar
| Tag        | Name                  | Beruf, bekannt als                                                                                | Alter | Beleg |
| ---------- | --------------------- | ------------------------------------------------------------------------------------------------- | ----- | ----- |
| 6. Januar  | Jean Birelle          | französischer Kartäusermönch, Prior der Grande Chartheuse und Generalminister des Kartäuserordens |       |       |
| 23. Januar | Jacob Nielsen Kyrning | Erzbischof von Lund                                                                               |       |       |

## Februar
| Tag         | Name       | Beruf, bekannt als                   | Alter | Beleg |
| ----------- | ---------- | ------------------------------------ | ----- | ----- |
| 26. Februar | Wilhelm I. | Graf, Markgraf und Herzog von Jülich |       |       |

## März
| Tag      | Name                                    | Beruf, bekannt als                                                         | Alter | Beleg |
| -------- | --------------------------------------- | -------------------------------------------------------------------------- | ----- | ----- |
| 9. März  | Ernst I.                                | Fürst von Grubenhagen                                                      |       |       |
| 21. März | Elisabeth von Kleve                     | Stifterin des Klosters Clarenberg                                          |       |       |
| 23. März | Henry of Grosmont, 1. Duke of Lancaster | Mitglied des englischen Königshauses, sowie Diplomat, Politiker und Soldat |       |       |

## April
| Tag       | Name                  | Beruf, bekannt als                   | Alter | Beleg |
| --------- | --------------------- | ------------------------------------ | ----- | ----- |
| 4. April  | Albrecht der Schöne   | Burggraf von Nürnberg                |       |       |
| 5. April  | Nicolaus Fransoyser   | Bürgermeister von Hamburg            |       |       |
| 20. April | Berthold von Moosburg | Philosoph der Scholastik             |       |       |
| 30. April | Otto                  | Erzbischof von Magdeburg (1327–1361) |       |       |

## Mai
| Tag     | Name               | Beruf, bekannt als | Alter | Beleg |
| ------- | ------------------ | ------------------ | ----- | ----- |
| 12. Mai | Adhémar de Monteil | Bischof von Metz   |       |       |

## Juni
| Tag      | Name                   | Beruf, bekannt als                                             | Alter | Beleg |
| -------- | ---------------------- | -------------------------------------------------------------- | ----- | ----- |
| 9. Juni  | Philippe de Vitry      | französischer Komponist, Dichter, Musiktheoretiker und Bischof | 69    |       |
| 16. Juni | Johannes Tauler        | deutscher Theologe und Prediger                                |       |       |
| 17. Juni | Ingebjørg Håkonsdatter | schwedische Herzogin                                           |       |       |
| 23. Juni | Thomas Lisle           | englischer Ordensgeistlicher, Bischof von Ely                  |       |       |

## Juli
| Tag      | Name                          | Beruf, bekannt als                  | Alter | Beleg |
| -------- | ----------------------------- | ----------------------------------- | ----- | ----- |
| 12. Juli | Giovanni Dolfin               | Doge von Venedig                    |       |       |
| 13. Juli | Pierre Bertrand de Colombier  | französischer Kardinal und Diplomat | 62    |       |
| 18. Juli | William Dacre, 2. Baron Dacre | englischer Adeliger und Politiker   |       |       |

## August
| Tag        | Name               | Beruf, bekannt als                 | Alter | Beleg |
| ---------- | ------------------ | ---------------------------------- | ----- | ----- |
| 1. August  | Nikolaus III.      | Herr zu Werle-Güstrow (1337–1360)  |       |       |
| 7. August  | Bernard de La Tour | französischer Adliger und Kardinal |       |       |
| 28. August | Rudolf V.          | Markgraf von Baden                 |       |       |

## September
| Tag           | Name                 | Beruf, bekannt als                                                    | Alter | Beleg |
| ------------- | -------------------- | --------------------------------------------------------------------- | ----- | ----- |
| 4. September  | Francesco degli Atti | Kardinal der katholischen Kirche und Bischof von Florenz              |       |       |
| 18. September | Ludwig V.            | Herzog von (Ober-)Bayern, Markgraf von Brandenburg und Graf von Tirol | 46    |       |
| 23. September | Pierre de Cros       | französischer Kardinal                                                |       |       |

## Oktober
| Tag         | Name                                   | Beruf, bekannt als                                    | Alter | Beleg |
| ----------- | -------------------------------------- | ----------------------------------------------------- | ----- | ----- |
| 4. Oktober  | John Mowbray, 3. Baron Mowbray         | englischer Peer                                       | 50    |       |
| 8. Oktober  | Peter I.                               | Benediktiner                                          |       |       |
| 15. Oktober | Humphrey de Bohun, 6. Earl of Hereford | englischer Magnat und Lord High Constable von England |       |       |
| 18. Oktober | John Fitzwalter, 3. Baron Fitzwalter   | englischer Adeliger                                   |       |       |

## November
| Tag          | Name       | Beruf, bekannt als             | Alter | Beleg |
| ------------ | ---------- | ------------------------------ | ----- | ----- |
| 21. November | Philipp I. | Herzog von Burgund (1350–1361) |       |       |

## Dezember
| Tag          | Name             | Beruf, bekannt als                                       | Alter | Beleg |
| ------------ | ---------------- | -------------------------------------------------------- | ----- | ----- |
| 25. Dezember | Agnes von Glogau | Herzogin von Glogau und von Bayern sowie Gräfin von Hals |       |       |

## Datum unbekannt
| Tag | Name                             | Beruf, bekannt als                                                                       | Alter | Beleg |
| --- | -------------------------------- | ---------------------------------------------------------------------------------------- | ----- | ----- |
|     | An-Nasir al-Hasan                | Sultan der Mamelucken in Ägypten                                                         |       |       |
|     | Blanche von Bourbon              | Königin von Kastilien und Leon                                                           |       |       |
|     | Dietrich von Enschede            | Domherr in Münster und Paderborn                                                         |       |       |
|     | Dölpopa Sherab Gyeltshen         | Lama der Jonang-Tradition des tibetischen Buddhismus und Philosoph                       |       |       |
|     | Gerlach I.                       | Graf von Nassau                                                                          |       |       |
|     | Lodewijk Heyligen                | Musiktheoretiker                                                                         |       |       |
|     | María de Padilla                 | kastilische Adlige und Mätresse von Peter I. dem Grausamen, König von Kastilien und León |       |       |
|     | Ludwig Radlkofen                 | niederbayerischer Bischof von Chiemsee                                                   |       |       |
|     | Richard Kilvington               | englischer Philosoph und Theologe                                                        |       |       |
|     | Niketas Scholarios               | trapezuntischer General                                                                  |       |       |
|     | Thomas Stewart, 2. Earl of Angus | schottischer Adeliger, 2. Earl of Angus                                                  |       |       |
|     | Zanobi da Strada                 | italienischer Dichter und Humanist                                                       |       |       |